# Emídio Pinto (cavaleiro tauromáquico)
Emídio José Rebelo Matias Pinto (Paço d'Arcos, 14 de setembro de 1952) é um cavaleiro tauromáquico português.
Estreou-se em público na praça de toiros de Vila Viçosa em 1966. A 11 de maio de 1975 tomou a alternativa na Praça de Touros do Campo Pequeno, sendo seu padrinho Alfredo Conde e testemunha Luís Miguel da Veiga. É pai de Duarte Pinto e tio de Tomás Pinto, ambos cavaleiros de alternativa.